# Texastrein
De Texastrein was een rondrit in het Belgische attractiepark Bobbejaanland.

## Attractiebeschrijving
De Texastrein reed door verschillende westerndecors en werd geopend in 1976. Op het minispoor reden drie stoomtreinen die werden geleverd door het Duitse bedrijf Mack & Schwingel. Twee treinen trokken wagons voort met een capaciteit van 100 passagiers en één trein trok wagons voort met een capaciteit van 60 passagiers.
Het eerste treinstation bevond zich ter hoogte van de huidige uitgang van Terra Magma. Het traject liep vanaf hier tot aan de rand van het Cowboydorp ter hoogte van de huidige Horse Pedalo waar het tweede treinstation zich bevond. 

### Uitbreiding Silvermine
De attractie werd in 1982 uitgebreid met een zilvermijn (Silvermine). De Silvermine was een overdekt gedeelte in de rondrit, dat in 1982 werd gebouwd uit nood om een overdekte stalling te creëren voor de treinen tijdens de winter. Omdat het niet mogelijk was een overkapping op een zijspoor te maken, werd ervoor gekozen om de overkapping te maken op het hoofdspoor.
De tunnel werd gethematiseerd naar een zilvermijn om het de bezoekers aangenamer te maken. Hierbij konden de bezoekers meemaken hoe het leven in het Wilde Westen vroeger was. In de tunnel bevonden zich verschillende poppen achter gaas die scènes uitbeeldden. Dit gaas werd geplaatst om ervoor te zorgen dat er geen vandalisme konden worden aangericht in de open tunnel.

#### Verlening Silvermijn: Time Tunnel
In 1985 werd de tunnel uitgebreid met de Time Tunnel en werd de remise een belangrijker onderdeel van de beleving van de tunnel. De Time Tunnel was niet enkel een verlenging van de Silvermine, maar werd ook anders aangekleed. Hierbij werd er gebruikgemaakt van fluorescerende verf.
Het oorspronkelijke decor bestond uit onder andere stalagmieten, stalactieten en futuristische gezichtsloze poppen (een van deze poppen zou later in de Revolution geplaatst worden). Enkele jaren voor sluiting werden deze vervangen door Indianen. Buiten de tunnel stonden ook enkele dinosaurussen, die na de sluiting van de Oldtimers hier een nieuw plaatsje kregen.

### Verandering rijrichting
Tot de bouw van de Indiana River in 1991 reed men eerst richting het station in het Cowboydorp en reed men weer terug richting het andere station via de later gebouwde tunnel. In de jaren 90 draaide men echter de rit om, omdat vanwege de bouw van de Indiana River het westerndecor verdween. Hierdoor reed men eerst de tunnel in en vervolgde daarna de rit richting het cowboydorp en terug. In 1993 werden de twee oude stations vervangen door een nieuw station, het Texas Station.

### Inkorten traject
Toen in 1994 Kinderland werd gebouwd, werd het traject ingekort. Dit omdat men ter hoogte van het huidige plein voor Kinderland ruimte nodig had voor het plaatsen van een bouwkraan en hierdoor moest een deel van het spoor worden verwijderd. Sindsdien reden de treinen een verkort traject rondom het gebouw van de Indiana River en de nabijgelegen picknickweide.

## Sluiting
In 2000 werd de attractie gesloten en bleef een groot deel van de attractie lange tijd intact. Zo staat de Time Tunnel/Silvermine nog steeds in het park. De rails is met de loop der tijd uit de bestrating weggehaald, al kan men backstage nog altijd rails zien. 
Een van de treinen werd van het spoor gehaald en op de picknickweide geplaatst en dient als picknicktafels. De twee andere locomotieven zijn nog aanwezig in Bobbejaanland.
Het voormalige station werd initieel omgebouwd tot restaurant, maar heeft intussen plaats gemaakt voor een labyrint. 